# Ɗ
Das Ɗ (kleingeschrieben ɗ) ist ein Buchstabe des lateinischen Schriftsystems, bestehend aus einem D mit Haken. Er ist im Afrika-Alphabet enthalten und wird in Sprachen wie Fulfulde oder Hausa für den stimmhaften dentalen Implosiv verwendet. Der Kleinbuchstabe ɗ ist auch im internationalen phonetischen Alphabet enthalten und wird dort für ebendiesen Laut verwendet.

## Darstellung auf dem Computer
Mit LaTeX kann das Ɗ mit Hilfe der fc-Schriften dargestellt werden. Die zugehörigen Befehle sind \m D für das große und \m d für das kleine Ɗ.
Unicode enthält das Ɗ an den Codepunkten U+018A (Großbuchstabe) und U+0257 (Kleinbuchstabe).